# Фернандо Коллор ді Мелло
Ферна́ндо Афо́нсо Ко́ллор ді Ме́лло (порт. Fernando Affonso Collor de Mello; нар. 12 серпня 1949) — бразильський державний і політичний діяч, президент країни у 1990—1992 роках. Подав у відставку після того, як парламент ухвалив рішення щодо його імпічменту.

## До обрання президентом
Фернандо Коллор ді Мелло походив з родини політиків: його батько, Арнон Афонсо ді Фаріас Мелло, був губернатором Алагоасу у 1951—1956 роках, мати — дочкою колишнього міністра праці.
1976 року Фернандо став президентом футбольного клубу ССА Масейо, що базувався у штаті Алагоас, а потім зайнявся політикою. 1979 року його було обрано мером міста Масейо (від партії Альянс національного відродження), а 1986 — губернатором штату Алагоас. На цьому посту проявив себе як популіст, заявивши про намір боротись з високими зарплатнями державних чиновників. Кампанія, яку транслювало центральне телебачення, зробила його знаменитим у масштабах всієї країни, що було незвичайним для губернатора такого маленького штату, як Алагоас.

## Президентство
На президентських виборах 1989 року Коллор ді Меллу, балотуючись від Партії національної реконструкції, у другому колі переміг свого напарника, Луїза Інасіу Лулу да Сілву. Виборці віддали за нього 35 мільйонів голосів. Фернанду Коллор ді Меллу тим самим став першим за 29 років демократично обраним президентом Бразилії. Головним завданням на посту президента він проголосив боротьбу з інфляцією, яка на той момент сягала близько 80 % на місяць.
Першого ж дня на посаді він оголосив про введення в дію так званого «плану Коллора», за яким суттєві кошти з банківських рахунків мали бути переведені до урядових фондів та виведені з вільного обороту; у той самий час уряд планував збільшити випуск готівки в оборот. План було складено міністром фінансів в уряді Коллора, Зелією Кардозу ді Меллу. Радикальні економічні реформи населення зустріло без ентузіазму, однак вони упродовж кількох місяців привели до скорочення інфляції до 25 % на місяць. Під час свого президентського терміну Коллор також підписав угоду, що забезпечувала вступ Бразилії до Меркосур, організації співробітництва п'яти південноамериканських держав.
Одночасно до 1991 року уряд Коллора ді Меллу увійшов до глибокої політичної кризи, пов'язаної зі звинуваченням в корупції, і не зміг надалі ефективно проводити радикальні економічні реформи. У травні 1991 року брат президента, Педру Коллор, звинуватив його в тому, що під час проведення реформ уряд надавав перевагу певним групам. Конгрес і федеральна поліція почали розслідування. За кілька місяців президент виступив на центральному телебаченні з закликом до населення вийти на вулиці на знак протесту проти «сил, що намагаються організувати переворот». 11 серпня 1992 року відбулась велика студентська акція проти Коллора.
26 серпня 1992 року було опубліковано доповідь конгресу, яка підтвердила звинувачення. 29 вересня нижня палата конгресу почала процедуру імпічменту. Під час голосування 441 голосами за й 38 проти Фернандо Коллор ді Мелло був позбавлений свого посту. 29 грудня 1992 року, безпосередньо перед голосуванням в Сенаті, він подав у відставку. Тим не менше, голосування було проведено, Коллор втратив свій пост і право упродовж восьми років займатись політикою. Пост президента посів віце-президент Ітамар Франку.
1994 року Верховний трибунал зняв з Коллора звинувачення в корупції, посилаючись на технічну помилку в рішенні, але залишив чинною заборону на заняття політичною діяльністю.

## Подальша кар'єра
2000 року Коллор ді Меллу виставив свою кандидатуру на пост мера Сан-Паулу. Однак на момент подання заяви відносно нього діяло рішення суду, і його кандидатуру було знято з виборів. 2002 року він балотувався на пост губернатора штату Алагоас, але програв вибори чинному губернатору, Роналду Лессі. 2006 року, здобувши 44 % голосів виборців та перемігши Лессу, Коллор ді Меллу був обраний до Сенату від штату Алагоас.
На виборах губернатора штату Алагоас 3 жовтня 2010 року набрав 28,8 % голосів та, посівши третє місце, не пройшов у другий тур.